# NGC 2678
NGC 2678 je otvoreni skup u zviježđu Raku. 

## Vanjske poveznice
- SEDS: NGC 2678